# Lucius Verus
Lucius Aelius Verus (15 december 130 — 169) was de zoon van Aelius en medekeizer van Marcus Aurelius van 161 tot 169.
Zijn oorspronkelijke naam was Lucius Ceion(i)us Commodus. Zijn naam als adoptiefzoon van Antoninus Pius werd Lucius Aelius Aurelius Commodus.
Hadrianus had oorspronkelijk Lucius' vader Aelius benoemd tot zijn opvolger. Door diens vroegtijdige dood, slechts enkele maanden voor de dood van Hadrianus zelf in 138, benoemde Hadrianus Antoninus Pius tot zijn opvolger. Voorwaarde was evenwel dat hij twee opvolgers zou adopteren, namelijk Marcus Aurelius en Lucius, de 7-jarige zoon van Aelius. Zij zouden beiden Antoninus moeten opvolgen en gezamenlijk regeren.
Gedurende de tijd dat Antoninus Pius regeerde, had Lucius Verus 22 jaar de gelegenheid zich voor te bereiden op het medekeizerschap, maar hij toonde weinig interesse. Marcus Aurelius daarentegen kreeg de titel Caesar en nam zeer actief deel aan het keizerschap van zijn adoptiefvader.
Na de dood van Antoninus Pius in 161 werden Marcus Aurelius en Lucius volgens plan benoemd tot elkaars medekeizers. Lucius veranderde zijn naam in Lucius Aurelius Verus en verloofde zich met de 12-jarige Lucilla, dochter van Marcus Aurelius.
Aangezien de vrede die Antoninus Pius met de Parthen had bedongen, niet langer standhield, werd Lucius reeds in zijn eerste jaar als medekeizer naar het oostelijke gebied van het rijk gestuurd om dat tegen nieuwe invasies van de Parthische koning Vologases IV te beschermen. Syrië en Armenië waren al aan de Parthen verloren.

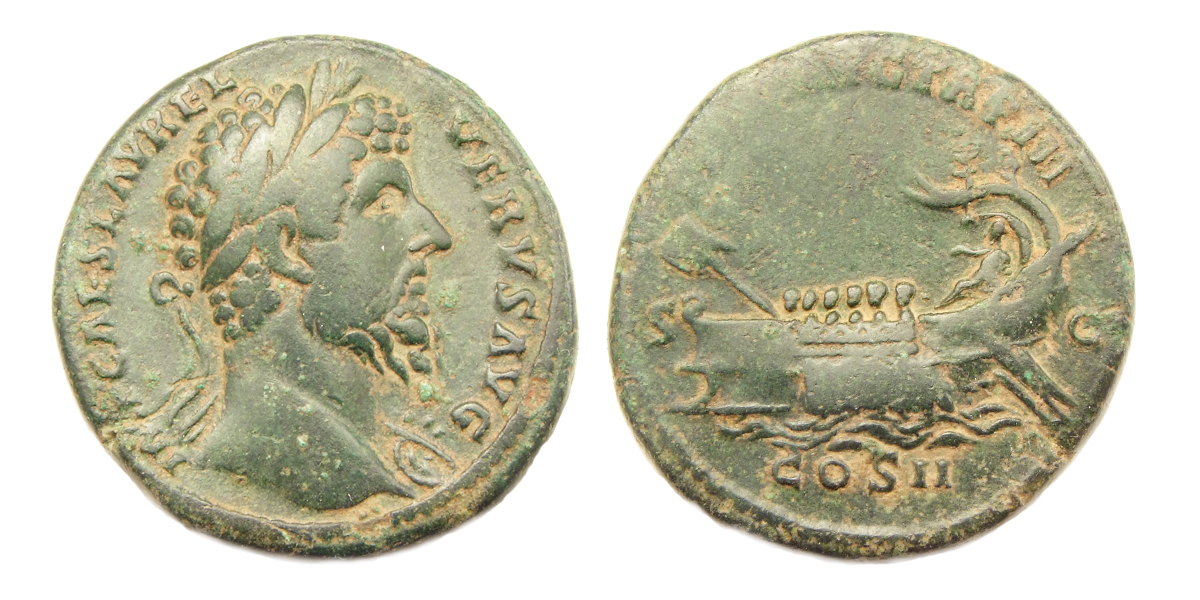
Sestertius met portret van Lucius Verus, galei op de keerzijde.

In 164 trouwde Lucius in Ephese met de inmiddels 15-jarige Lucilla. De veldtochten gingen door en in 165 zag Lucius kans Syrië en Armenië te heroveren en zelfs nieuw gebied te annexeren. In 166 dwong hij de Parthen tot vrede op voor Rome gunstige voorwaarden en keerde in triomf terug naar Rome.
Sommige bronnen relativeren de bekwaamheden van Lucius Verus en schrijven die vooral toe aan bekwame generaals, met name Avidius Cassius, die later nog in opstand zou komen tegen Marcus Aurelius.
De soldaten kwamen terug met de pest van Antoninus, die vreselijke epidemieën veroorzaakte waardoor grote gedeelten van het keizerrijk zelfs geheel ontvolkt werden. Ook Rome werd zwaar getroffen. De daarop volgende drie jaren werden gekenmerkt door verschillende oorlogen, die voor Aurelius en Lucius Verus succesvol verliepen. Op 38-jarige leeftijd stierf Lucius Verus door een beroerte of epileptische aanval.
Na zijn dood werd hij door Aurelius geëerd en kreeg hij de titel Divus (goddelijk).

## Stamboom
|                       |                       |                       |                       |                       |                       |  |  |                          |                          |                          |                          | Antoninus Pius (keizer)  | Antoninus Pius (keizer)  | Antoninus Pius (keizer) | Antoninus Pius (keizer) | Antoninus Pius (keizer) | Antoninus Pius (keizer) |                     |                     | Faustina de Oudere  | Faustina de Oudere  | Faustina de Oudere | Faustina de Oudere | Faustina de Oudere | Faustina de Oudere |  |  |  |  |  |  |
|                       |                       |                       |                       |                       |                       |  |  |                          |                          |                          |                          | Antoninus Pius (keizer)  | Antoninus Pius (keizer)  | Antoninus Pius (keizer) | Antoninus Pius (keizer) | Antoninus Pius (keizer) | Antoninus Pius (keizer) |                     |                     | Faustina de Oudere  | Faustina de Oudere  | Faustina de Oudere | Faustina de Oudere | Faustina de Oudere | Faustina de Oudere |  |  |  |  |  |  |
|                       |                       |                       |                       |                       |                       |  |  |                          |                          |                          |                          |                          |                          |                         |                         |                         |                         |                     |                     |                     |                     |                    |                    |                    |                    |  |  |  |  |  |  |
|                       |                       |                       |                       |                       |                       |  |  | Marcus Aurelius (keizer) | Marcus Aurelius (keizer) | Marcus Aurelius (keizer) | Marcus Aurelius (keizer) | Marcus Aurelius (keizer) | Marcus Aurelius (keizer) |                         |                         | Faustina de Jongere     | Faustina de Jongere     | Faustina de Jongere | Faustina de Jongere | Faustina de Jongere | Faustina de Jongere |                    |                    |                    |                    |  |  |  |  |  |  |
|                       |                       |                       |                       |                       |                       |  |  | Marcus Aurelius (keizer) | Marcus Aurelius (keizer) | Marcus Aurelius (keizer) | Marcus Aurelius (keizer) | Marcus Aurelius (keizer) | Marcus Aurelius (keizer) |                         |                         | Faustina de Jongere     | Faustina de Jongere     | Faustina de Jongere | Faustina de Jongere | Faustina de Jongere | Faustina de Jongere |                    |                    |                    |                    |  |  |  |  |  |  |
|                       |                       |                       |                       |                       |                       |  |  |                          |                          |                          |                          |                          |                          |                         |                         |                         |                         |                     |                     |                     |                     |                    |                    |                    |                    |  |  |  |  |  |  |
|                       |                       |                       |                       |                       |                       |  |  |                          |                          |                          |                          |                          |                          |                         |                         |                         |                         |                     |                     |                     |                     |                    |                    |                    |                    |  |  |  |  |  |  |
|                       |                       |                       |                       |                       |                       |  |  |                          |                          |                          |                          |                          |                          |                         |                         |                         |                         |                     |                     |                     |                     |                    |                    |                    |                    |  |  |  |  |  |  |
| Lucius Verus (keizer) | Lucius Verus (keizer) | Lucius Verus (keizer) | Lucius Verus (keizer) | Lucius Verus (keizer) | Lucius Verus (keizer) |  |  | Lucilla                  | Lucilla                  | Lucilla                  | Lucilla                  | Lucilla                  | Lucilla                  |                         |                         | Commodus (keizer)       | Commodus (keizer)       | Commodus (keizer)   | Commodus (keizer)   | Commodus (keizer)   | Commodus (keizer)   |                    |                    |                    |                    |  |  |  |  |  |  |
| Lucius Verus (keizer) | Lucius Verus (keizer) | Lucius Verus (keizer) | Lucius Verus (keizer) | Lucius Verus (keizer) | Lucius Verus (keizer) |  |  | Lucilla                  | Lucilla                  | Lucilla                  | Lucilla                  | Lucilla                  | Lucilla                  |                         |                         | Commodus (keizer)       | Commodus (keizer)       | Commodus (keizer)   | Commodus (keizer)   | Commodus (keizer)   | Commodus (keizer)   |                    |                    |                    |                    |  |  |  |  |  |  |